# 普通高级中学
普通高级中学（简称普通高中或普高）是兩岸四地教育体系中高级中等教育的一部分，学制一般为三年。与职业教育不同，普通高中的学生主要以升学为目的。办学质量较好的普通高中在中国大陆通常会被授予示范性高中等称号。